# 1874 год в музыке

## События
- Октябрь — Бедржих Сметана полностью теряет слух и оставляет своё место главного дирижёра Национального оперного театра Чехии[1]
- Франц Ксавер Хаберль основывает школу для церковных музыкантов в Регенсбурге[2]

## Классическая музыка
- Антон Брукнер — Симфония № 4
- Модест Мусоргский — Картинки с выставки
- Джузеппе Верди — Реквием
- Пётр Чайковский — Струнный квартет № 2
- Антонин Дворжак — струнный квартет № 7 ля-минор, опус 16
- Фридрих Киль — оратория «Christus»
- Эдуар Лало — Испанская симфония для скрипки с оркестром

## Опера
- Иоганн Штраус — «Летучая мышь»
- Жорж Бизе — «Кармен»
- Рихард Вагнер — «Гибель богов»
- Цезарь Кюи — «Кавказский пленник»
- Антонин Дворжак — «Упрямцы»
- Карел Мири — «Het arme kind»
- Эмиль Пессар — трёхактная опера «Дон-Кихот».
- Мусоргский, Модест Петрович - «Борис Годунов»

## Родились
- 4 января — Йозеф Сук (ум. 1935) — чешский композитор и скрипач
- 6 февраля — Дэвид Эванс (ум. 1948) — валлийский композитор
- 20 февраля — Мэри Гарден (ум. 1967) — шотландская оперная певица (сопрано)
- 31 марта — Анри Марто (ум. 1934) — французский скрипач, композитор и музыкальный педагог
- 5 июля — Анна Ланг[швед.] (ум. 1920) — шведская арфистка
- 26 июля — Сергей Кусевицкий (ум. 1951) — русский и американский контрабасист, дирижёр и композитор
- 9 августа — Рейнальдо Ан (ум. 1947) — французский композитор, пианист, музыкальный критик, дирижёр и руководитель оркестра
- 26 августа — Эндрю Стерлинг[англ.] (ум. 1955) — американский поэт-песенник
- 13 сентября — Арнольд Шёнберг (ум. 1951) — австрийский и американский композитор, педагог, музыковед, дирижёр и публицист
- 21 сентября — Густав Холст (ум. 1934) — британский композитор и педагог
- 10 октября — Константин Миньяр-Белоручев (ум. 1944) — русский и советский виолончелист и композитор
- 20 октября — Чарлз Айвз (ум. 1954) — американский композитор
- 12 ноября — Берт Уильямс (ум. 1922) — американский артист эстрады, актёр и комедиант багамского происхождения
- 15 ноября — Альберто Зелман[англ.] (ум. 1927) — австралийский композитор и дирижёр
- 13 декабря — Иосиф Левин (ум. 1944) — русский и американский пианист и музыкальный педагог
- 22 декабря — Франц Шмидт (ум. 1939) — австрийский композитор и виолончелист
- 25 декабря — Лина Кавальери (ум. 1944) — итальянская оперная певица (сопрано)
- 31 декабря — Эрнест Остин[англ.] (ум. 1947) — британский композитор и аранжировщик

## Скончались
- 13 января — Доминик Пеккатт[англ.] (63) — французский скрипичный мастер
- 13 февраля — Фридрих Бургмюллер (67) — немецкий пианист и композитор
- 20 марта — Ханс Кристиан Лумбю (63) — датский композитор и дирижёр
- 1 мая — Вилем Блодек (39) — чешский флейтист, пианист, композитор и педагог
- 30 июня — Бланш д’Антиньи (34) — французская куртизанка, натурщица, певица и актриса
- 3 июля — Франц Бендель (41) — немецкий пианист, композитор и музыкальный педагог
- 4 августа — Сэндфорд Фолкнер[англ.] (71) — американский скрипач и композитор
- 6 октября — Томас Теллефсен (50) — норвежский пианист, композитор и педагог
- 26 октября — Карл Август Петер Корнелиус (49) — немецкий композитор и музыкальный критик
- 24 ноября — Фридрих Вильгельм Грунд (83) — немецкий композитор и дирижёр
- 19 декабря — Йозеф Ворель[чеш.] (73) — чешский композитор
- 22 декабря — Иоганн Петер Пиксис (86) — немецкий пианист и композитор
- без точной даты — Сальваторе Аньелли (56 или 57) — итальянский композитор